# Andrea Braides
Andrea Braides (* 12. April 1961 in Udine) ist ein italienischer Mathematiker, der sich mit Variationsrechnung befasst. Er ist Professor an der Universität Tor Vergata in Rom.

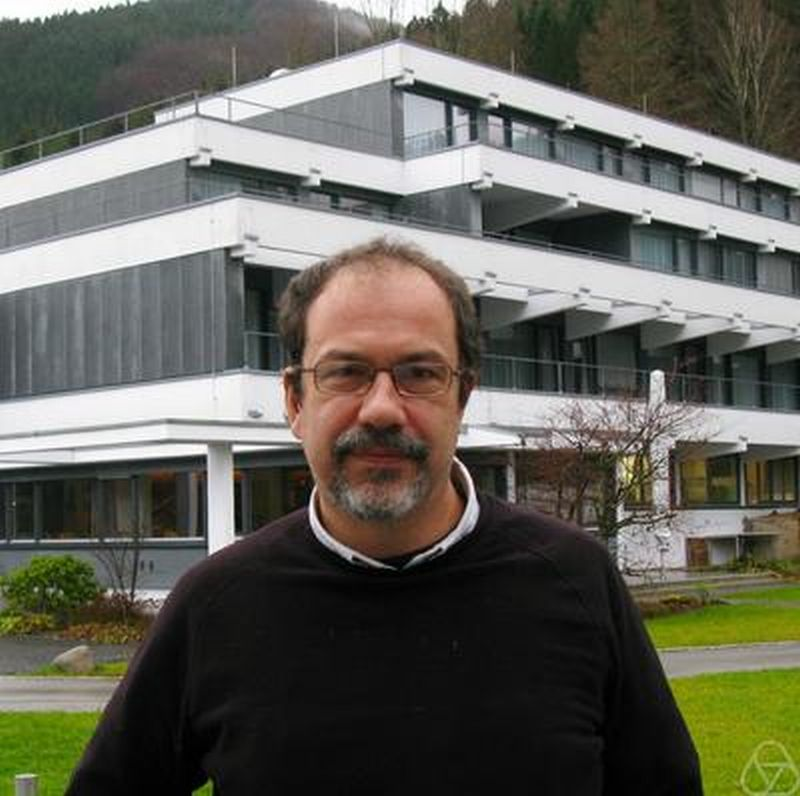
Andrea Braides, Oberwolfach 2011

Braides studierte an der Universität Pisa mit dem Laurea-Abschluss 1983 (Gamma-Limits of Functionals in the Calculus of Variations) bei Ennio De Giorgi und anschließend an der Scuola Normale Superiore (Kurs zur Perfektionierung), lehrte an der Universität Udine und forschte nach zwei Jahren Zivildienst ab 1988 an der Universität Brescia, an der er 1992 Assistenzprofessor wurde. 1995 bis 2000 war er Assistenzprofessor am SISSA in Triest und ab 2000 Professor an der Universität Rom.
Er war unter anderem Gastwissenschaftler am Tata Institute of Fundamental Research (1994, 2004), am Max-Planck-Institut für Mathematik in den Naturwissenschaften in Leipzig (1998), am Caltech, dem Centre Emile Borel in Paris, dem Isaac Newton Institute, der Universität Paris VI und XIII, der Carnegie-Mellon University, der Stanford University und im Fachbereich Flugzeugingenieurwesen der University of Minnesota.
Er befasst sich mit Variationsrechnung, Gamma-Konvergenz, Homogenisierung, diskreten Variationsproblemen, Perkolation, Bruchmechanik, Bildverarbeitung, Problemen mit freien Unstetigkeiten und geometrischer Maßtheorie.
2014 war er  Invited Speaker auf dem Internationalen Mathematikerkongress in Seoul (Discrete-to-continuum variational methods for lattice systems).

## Schriften
- mit A. Defranceschi: Homogenization of multiple integrals, Oxford University Press 1998
- Approximation of Free-Discontinuity Problems, Lecture Notes in Mathematics 1694, Springer Verlag 1998
- Gamma convergence for beginners, Oxford University Press 2002
- A handbook of Gamma convergence, in M. Chipot, P. Quittner (Herausgeber), Handbook of Differential Equations, Band 3, Elsevier 2006
- Local minimization, Variational Evolution and Gamma-convergence, Lecture Notes in Mathematics Nr. 2094, Springer Verlag, 2013
- Herausgeber mit Valeria Chiadò Piat: Topics on concentration phenomena and problems with multiple scales, Lecture Notes of the Unione Matematica Italiana, Springer Verlag 2006
  - darin mit M. S. Gelli: From discrete systems to continuous variational problems: an introduction